# De Havilland DH.95 Flamingo
Dimensions
Le de Havilland DH.95 Flamingo est un avion de ligne britannique bimoteur de la Seconde Guerre mondiale construit par de Havilland Aircraft Company. Il fut utilisé comme avion de transport de troupes par la Royal Air Force, et fut également affecté à des missions de communication,.

## Conception
Le Flamingo fut conçu par le chef ingénieur de de Havilland comme un avion de transport civil bimoteur. C'était le premier avion entièrement métallique construit par de Havilland. La structure métallique était entièrement recouverte de tôles à l'exception des gouvernes qui étaient entoilées. Les deux pilotes étaient assis côte-à-côte dans le cockpit, l'opérateur radio étant placé derrière eux. La cabine pouvait accueillir 12 à 17 passagers. Il était équipé d'un train d'atterrissage classique rétractable, de volets à fentes et d'hélices à pas variable. De Havilland fondait de gros espoirs sur l'appareil et le pensait capable de rivaliser avec le Douglas DC-3 et le Lockheed L-10 Electra.
Le premier prototype vola pour la première fois le 22 décembre 1938 motorisé par deux Bristol Perseus de 890 ch (660 kW). Ainsi équipé, ses performances étaient excellentes avec un décollage à masse maximale en seulement 230 m et la capacité de maintenir son altitude ou de monter à 190 km/h sur un seul moteur. Les essais furent concluants et le Flamingo reçu sa certification le 30 juin 1939. La production initialement prévue était de vingt appareils.
Une version de transport militaire fut construite suivant la fiche programme 19/39 et baptisée DH.95 Hertfordshire. Elle était pourvue de hublots ovales en lieu et place des hublots rectangulaires du Flamingo et pouvait accueillir 22 parachutistes. Une lettre d'intention pour 40 appareils fut annulée pour permettre à de Havilland de se concentrer sur la production d'avion d'entraînement DH.82 Tiger Moth. L'unique Hertfordshire s'écrasa à Mill Hill, Hertfordshire le 23 octobre 1940 entraînant la mort de 11 personnes, la cause de l'accident serait due à un blocage de la gouverne de profondeur.

## Service opérationnel

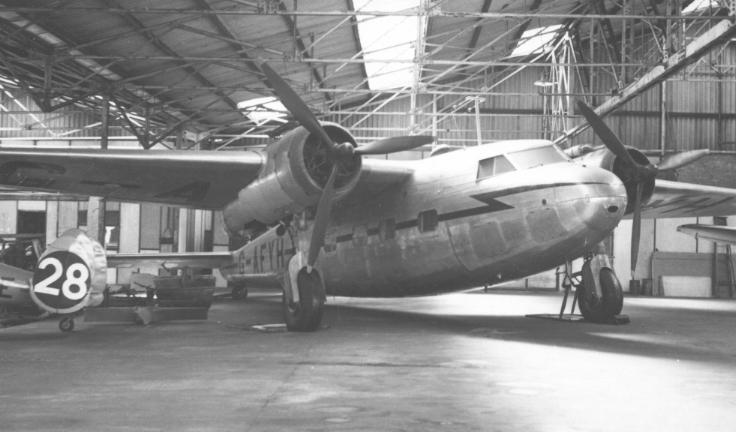
DH.95 Flamingo G-AFYH de British Air Transport sur l'aérodrome de Redhill, Surrey, en juin 1953.

À la suite du succès des premiers vols d'essais, Jersey Airways commanda trois appareils en configuration 17 sièges, puis le gouvernement égyptien et le ministère de l'Air britannique passèrent aussi commande. Les appareils du ministère de l'Air devaient être utilisés par l'Air Council (dirigeants de la RAF) et le King's Flight (chargé du transport de la famille royale).
Le prototype équipé de 12 sièges fut livré à Jersey Airways en mai 1939 pour une période d'évaluation de deux mois. Ses premiers vols commerciaux transportaient seulement du courrier mais à partir de juillet des vols emportant des passagers furent effectués les week-ends. En octobre 1939, le prototype fut acheté par l'Air Concil, il fut livré au No. 24 Squadron RAF où il fut utilisé jusqu'à ce qu'il soit perdu dans un accident en octobre 1940.
Le second appareil devait être le premier destiné à Guernsey and Jersey Airlines mais il fut réquisitionné pour l'armée et fut livré au No. 24 Squadron, et les deux autres en commande ne furent jamais construits à la suite du déclenchement de la Seconde Guerre mondiale.
L'appareil du King's Flight devait être utilisé dans l'éventualité où la famille royale aurait dû quitter le pays, mais finalement il fut transféré au No. 24 Squadron pour des missions de liaison et de communication.
Au début de 1940, la British Overseas Airways Corporation (BOAC) commanda huit appareils devant être motorisés avec des Bristol Perseus XVI et devant être équipés originellement de dix sièges. Le premier appareil de la BOAC fut livré à l'aéroport de Whitchurch (Bristol) le 5 septembre 1940. Le second appareil fut réquisitionné par le ministère de l'Air et attribué à l'Amirauté où il servit sur la base RNAS Donibristle. Pour remplacer l'appareil réquisitionné, la BOAC reçut plus tard l'appareil destiné au gouvernement égyptien. Après une période d'entraînement tous les Flamingo de la BOAC furent envoyés au Caire pour être utilisés au Moyen-Orient. Les appareils de la BOAC reçurent le nom d'un roi d'Angleterre et furent désignés classe K par la compagnie aérienne.
Les Flamingo de la BOAC n'avaient pas bonne réputation et après trois accidents, dont l'un fut fatal – et à cause du manque de pièces détachées, la compagnie décida de les retirer du service. En 1943, les cinq appareils encore en état de vol furent renvoyées au Royaume-Uni. Ils ne furent pas remis en service et furent mis au rebut au début des années 1950.
La majorité des appareils de la RAF furent retirés du service pendant la guerre et furent mis au rebut au fur et à mesure pour fournir des pièces détachées pour les appareils restants. L'appareil de l'Amirauté devait être retiré du service et mis au rebut mais en août 1944 il se retourna sur l'aéroport de Gatwick et fut abandonné sur place. En 1946, l'appareil fut racheté par Southern Aircraft et reconstruit avec des pièces provenant de la BOAC. Il revola en 1947 et fut livré à British Air Transport sur l'aérodrome de Redhill. Recevant son certificat de navigabilité, il effectua des vols charter jusqu'à ce qu'il soit temporairement retiré du service en 1949. British Air Transport envisagea aussi de restaurer trois appareils de la BOAC, mais le projet fut abandonné bien que la remise en état des appareils était bien avancée. En 1952 British Air Transport restaura l'appareil de l'Amirauté qui vola de nouveau le 27 mai 1952. L'aérodrome de Redhill fut fermé en 1954 et le dernier Flamingo en état de vol fut démantelé et envoyé à la ferraille.

## Utilisateurs
Militaires
- Royaume-Uni
  - Royal Air Force
    - No. 24 Squadron RAF
    - King's Flight

  - Fleet Air Arm
    - 782 Naval Air Squadron

Civils
- Royaume-Uni
  - British Overseas Airways Corporation
  - British Air Transport
  - Jersey Airways

## Galerie

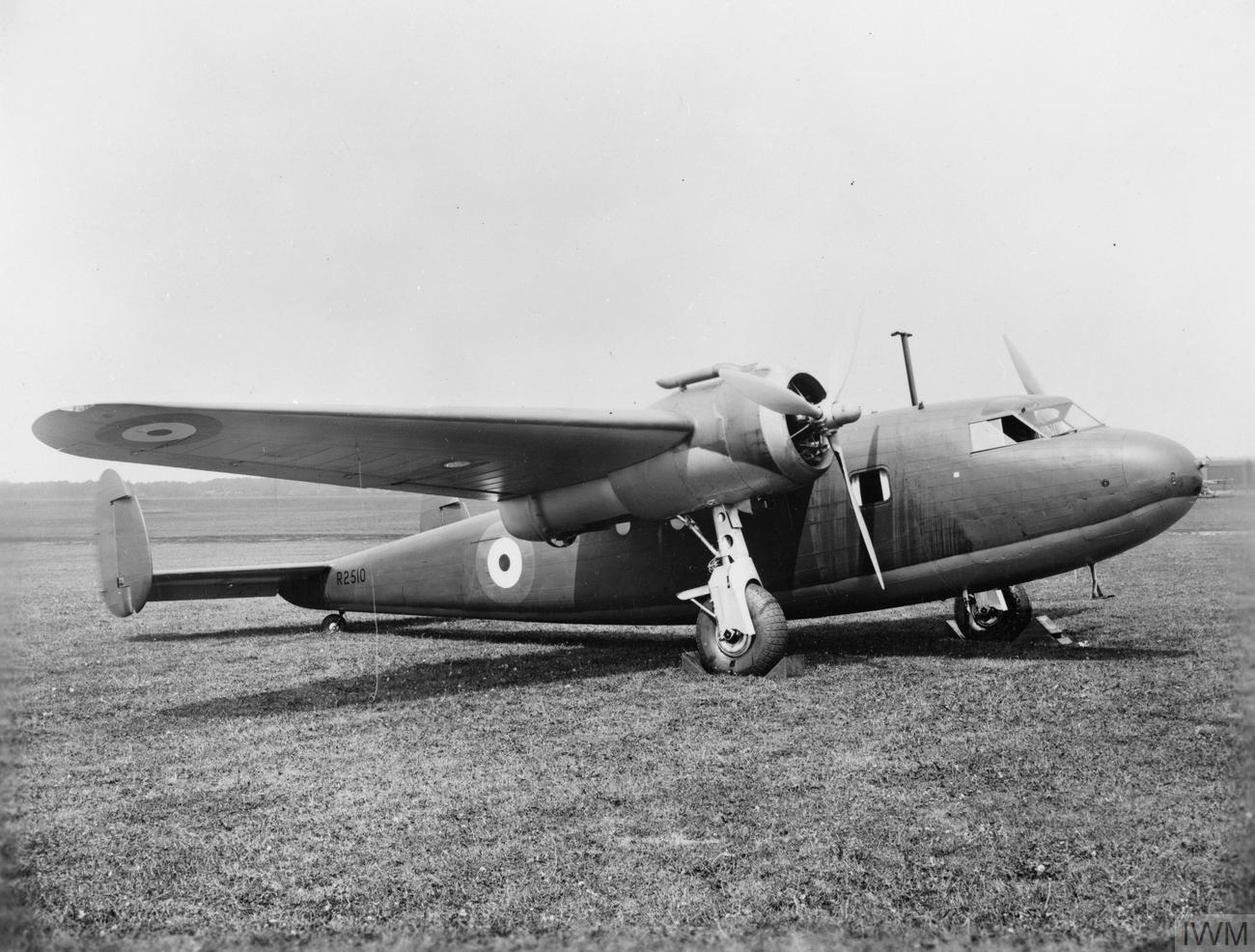
Un de Havilland DH.95 Flamingo en version transport de troupes, en juin 1940.
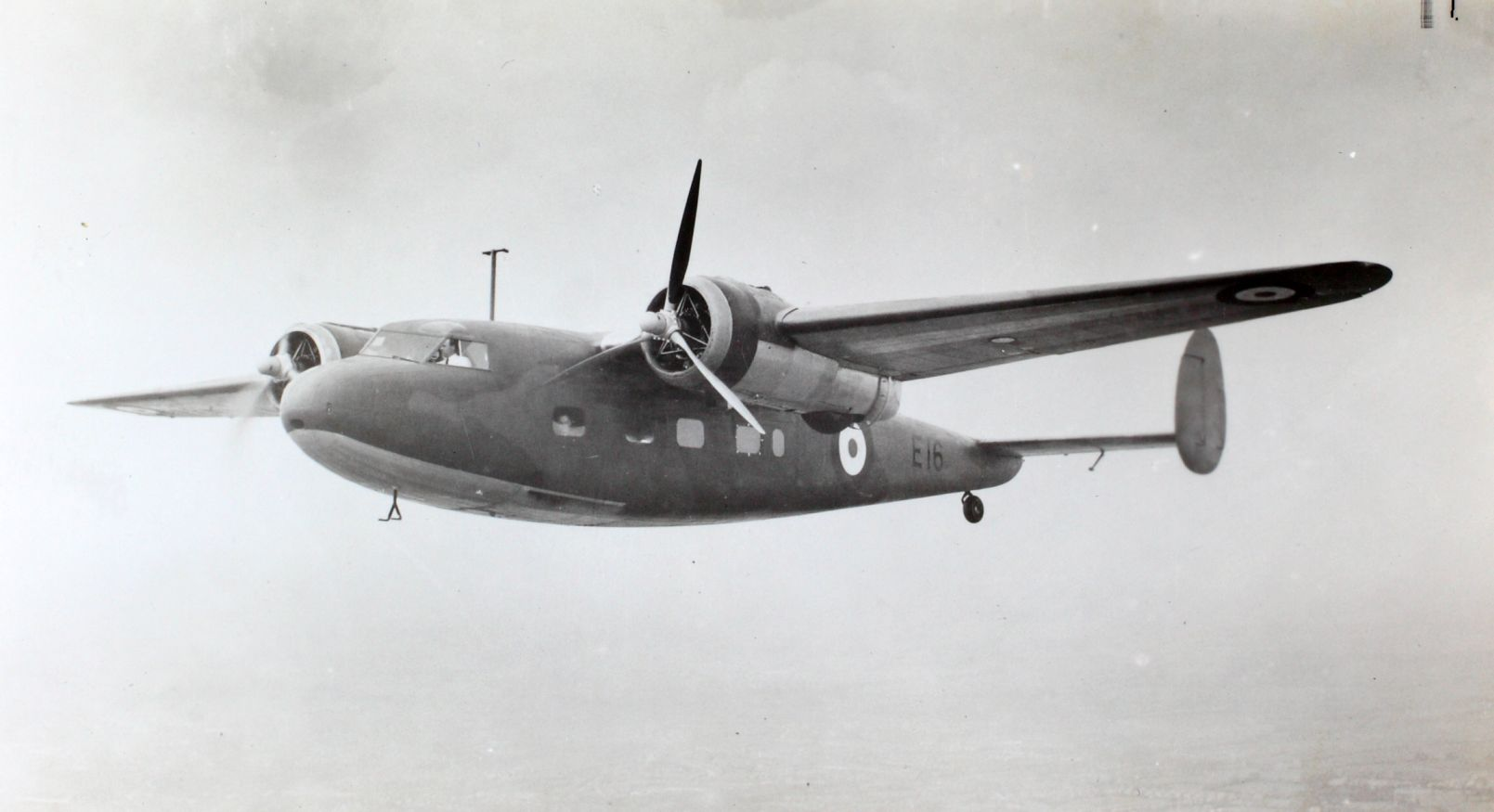
Un de Havilland DH.95 Flamingo de la Royal Air Force pendant la Seconde Guerre mondiale.
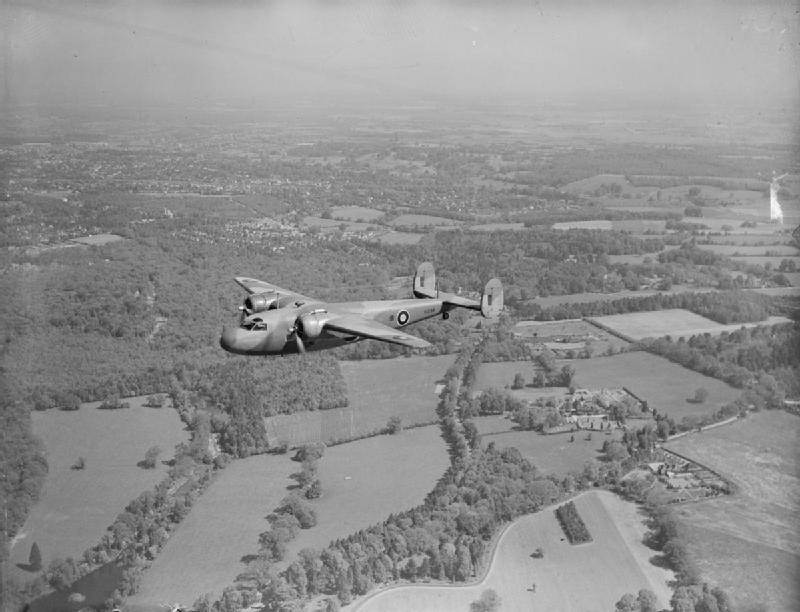
Le de Havilland DH.95 Flamingo R2766 Lady of Glamis du 24th Squadron de la RAF en vol.
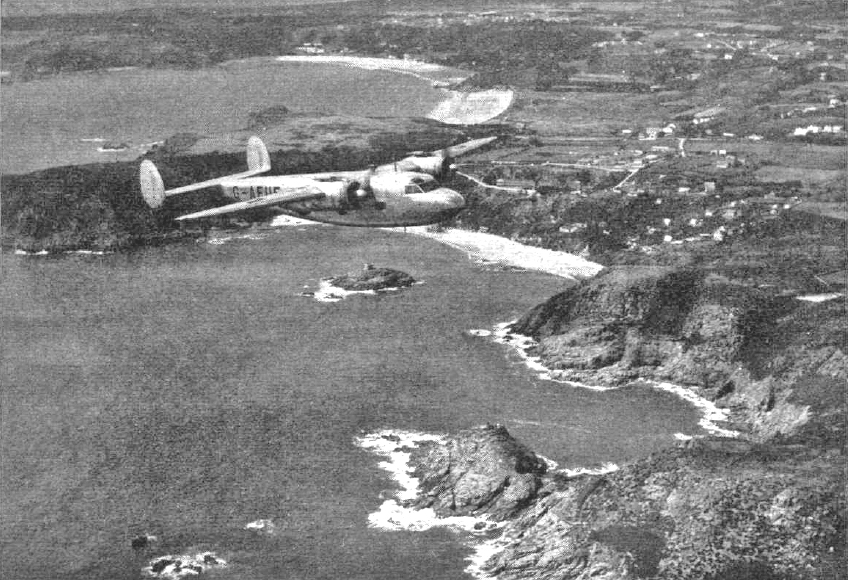
Un de Havilland DH.95 Flamingo en vol au-dessus de Porteley Bay pour le compte de Jersey Airways, en juin 1939.